# Serin gris
Crithagra gularis
Espèce
Statut de conservation UICN

 LC  : Préoccupation mineure
Statut CITES
Synonymes
- Serinus gularis

Le Serin gris (Crithagra gularis) est une espèce de passereaux appartenant à la famille des Fringillidae.

## Distribution
Le Serin gris est présent dans de nombreuses aires, d’importance inégale, disséminées en Afrique équatoriale de l’ouest et de l’est puis dans le sud de l’Afrique.

## Sous-espèces
D'après la classification de référence (version 5.1, 2015) du Congrès ornithologique international, cette espèce est constituée des cinq sous-espèces suivantes (ordre phylogénique) :
- C. g. benguellensis (Reichenow, 1904) : centre-ouest de l’Angola (région d’Huambo), ouest de la Zambie (région de Nangoma), nord-est de la Namibie ;
- C. g. endemion (Clancey, 1952) : sud du Mozambique, est de l'Afrique du Sud ;
- C. g. gularis (Smith, 1836) : sud-est du Botswana, nord de l'Afrique du Sud ;
- C. g. humilis (Bonaparte, 1850) : Afrique du Sud (sud et sud-ouest de la Province du Cap).
- C. g. mendosa (Clancey, 1966) : nord-est du Botswana, Zimbabwe, sud-ouest du Mozambique. Plus grand (16 cm) avec le bec plus fort ; les ailes, la queue et les tarses plus longs.

## Taxonomie
Il existait classiquement neuf sous-espèces mais Sibley & Monroe (1990) reconnurent S. canicapilla comme espèce différente et Sinclair & Ryan (2003) vont plus loin en considérant S. canicapilla comme espèce distincte.
Serinus reichardi (le Serin de Reichard) a été décrit originellement comme une espèce distincte puis considérée comme une simple sous-espèce de S. gularis (Clement et al. 1993) et, à nouveau, reconnu comme espèce propre (Fry & Keith 2004). Selon Sibley & Monroe (1990), S. reichardi est souvent considérée comme conspécifique avec S. canicapillus mais ils sont sympatriques à la périphérie du sud du Soudan et de l’est de l’Ouganda. La forme S. striatipectus a aussi été considérée comme sous-espèce de S. gularis mais elle est sympatrique avec S. g. elgonensis sur le mont Elgon (Ouganda) et le Kongolai Escarpment (Kenya) et, de plus, elle ne répond pas au passage d’enregistrements de chants de S. gularis d’Afrique du Sud. Le tableau taxonomique se complique par une variation considérable de ces serins et par leur rareté (Fry & Keith 2004).

## Habitat
Fry & Keith (2004) ont montré que cet oiseau occupe tout une gamme d’habitats : au Zimbabwe, la savane herbeuse et arborée à Brachystegia randii, Berlinia globiflora et Muhatja, les collines parsemées d’arbres et de buissons, les versants, les bordures de savane arborée à Acacia et Terminalia, les formations secondaires, les cultures et les jardins ; au Transvaal, les boisements décidus, les jardins, la savane herbeuse parsemée d’arbres, les lisières forestières et les plantations, les vallées boisées et les collines tapissées de protée Protea caffra ; enfin au Natal, les broussailles des versants des montagnes, les zones buissonneuses, les lisières de forêts sempervirentes et les buissons épineux.

## Alimentation
Son régime alimentaire comprend des graines, des petits fruits, du nectar, des bourgeons, des fleurs et des insectes mais il peut varier sensiblement selon la localité : il est très friand d’étamines d’aloès (Afrique du Sud).
En Afrique du Sud, Milewski (1978) a répertorié des graines de Protea roupelliae, Celtis africana, Acacia karoo, Pennisetum glaucum, Carica papaya, Hyparrhenia hirta, Nicotiana tabacum, Casuarina, Opuntia, Sorghum, de pin, de tournesol et a observé qu’il se nourrit sur de nombreuses autres plantes des genres Maytenus, Aspalanthus, Chenopodium, Aloe, Nymania, Chirona, Lampranthus, Melianthus, Salsola, Eriocephalus et Olea.

## Parade nuptiale
En Afrique du Sud, le mâle lance son chant nuptial d’un perchoir élevé comme un grand Casuarina, un buisson, un poteau téléphonique ou dans la canopée, chantant parfois aussi au cours d’un vol nuptial circulaire. Il bat lentement et régulièrement des ailes dans un vol papillonnant mais qui semble moins courant que chez la plupart des autres serins. Souvent un mâle quitte un petit groupe de trois ou quatre individus, s’élève dans les airs, bat mollement des ailes sur une distance de 200 m sans cesser de chanter. Deux couples ont été observés alors qu’ils étaient perchés sur des buissons voisins ; les deux mâles chantaient et, de temps en temps, l’un (ou les deux) se mettait en posture nuptiale face à sa femelle en pointant le bec vers le haut, penchant lentement la tête et avançant de biais jusqu’à sa partenaire. Un mâle a été observé chantant sur son perchoir quand un congénère, en vol, vint se poser à côté de lui ; le chanteur gonfla immédiatement son plumage, agita la tête de droite à gauche tout en gazouillant à gorge déployée (Skead 1960).

## Nidification
Au Zimbabwe, le nid est une petite coupe à texture compacte et feutrée, faite de fins pétioles secs assemblés avec des fils d’araignée et de fines tiges d’herbe sèche liées à du duvet végétal, souvent de coloration rougeâtre. La coupe est solidement arrimée aux branchettes par des fils d’araignée comme le montre un dessin au trait dans le livre de Fry & Keith (2004).